# Thomasville (Géorgie)
Pour les articles homonymes, voir Thomasville.
Thomasville est une ville de Géorgie, dans le comté de Thomas, aux États-Unis.
La ville est connue pour tenir le festival annuel des roses et porte le surnom de « ville des roses ».

## Festival des roses
Thomasville plante et entretient plus de 7 000 rosiers répartis dans toute la ville, comme le font un certain nombre de résidents qui ont leurs propres jardins de roses. Durant la dernière semaine d'avril, rosiéristes de partout dans le monde entier présentent leurs rosiers prix pour un panel de juges. Activités tout au long du « Ville des Roses » comprennent affiche rose, des défilés, la maison historique et visites de musées, des danses de rue, arts et d'artisanat, affiche fournisseur pépinière, conférences, visites de jardins, marche / course courses et de la nourriture. Le spectacle est parrainé par la Société Thomasville Rose.

## Démographie
| 1870  | 1880  | 1890  | 1900  | 1910  | 1920  |
| ----- | ----- | ----- | ----- | ----- | ----- |
| 1 651 | 2 555 | 5 514 | 5 322 | 6 727 | 8 196 |

| 1930   | 1940   | 1950   | 1960   | 1970   | 1980   |
| ------ | ------ | ------ | ------ | ------ | ------ |
| 11 733 | 12 683 | 14 424 | 18 246 | 18 155 | 18 463 |

| 1990   | 2000   | 2010   | - | - | - |
| ------ | ------ | ------ | - | - | - |
| 17 457 | 18 162 | 18 413 | - | - | - |

## Personnalités liées à la ville
- William Andrews
- Lieutenant General Lloyd J. Austin
- Camille Bentley
- Stephanie Bentley
- Danny Copeland
- Mary Lena Faulk
- Henry Ossian Flipper
- Charlton Griffin
- Raymond Hughes
- Sam Madison
- Guy McIntyre
- Julie Moran
- William Fred Scott
- Marcus Stroud
- Charlie Ward Jr.
- Bailey White
- Joanne Woodward
- Joe Burns
- Levale Speigner
- Myron Guyton
- Daniel Gaultney
- Stess The Emcee
- Scott wilson